# Ле-Сабль-д'Олонн (округ)
Округ Ле-Сабль-д'Олонн (фр. Arrondissement des Sables-d'Olonne) — округ у Франції, в департаменті Вандея. 2023 року округ об'єднував 71 муніципалітет, населення становило 250 238 осіб.
Адміністративний центр (супрефектура) — Ле-Сабль-д'Олонн.

## Муніципалітети
Список муніципалітетів округу та їхні коди INSEE:
1. L'Île-d'Yeu (85113)
2. Аврильє (85010)
3. Англь (85004)
4. Барбатр (85011)
5. Бовуар-сюр-Мер (85018)
6. Больє-су-ла-Рош (85016)
7. Брем-сюр-Мер (85243)
8. Бретіньоль-сюр-Мер (85035)
9. Буа-де-Сене (85024)
10. Буен (85029)
11. Вере (85298)
12. Гробрей (85103)
13. Жар-сюр-Мер (85114)
14. Живран (85100)
15. Кое (85070)
16. Коммек'є (85071)
17. Кюрзон (85077)
18. Ла-Барр-де-Мон (85012)
19. Ла-Буассєр-де-Ланд (85026)
20. Ла-Гарнаш (85096)
21. Ла-Гериньєр (85106)
22. Ла-Жоншер (85116)
23. Ла-Транш-сюр-Мер (85294)
24. Ла-Шапель-Ерм'є (85054)
25. Ла-Шез-Жиро (85045)
26. Ландв'єй (85120)
27. Ле-Бернар (85022)
28. Ле-Живр (85101)
29. Ле-Жируар (85099)
30. Ле-Перріє (85172)
31. Ле-Сабль-д'Олонн (85194)
32. Ле-Фенує (85088)
33. Ле-Шам-Сен-Пер (85050)
34. Л'Егійон-ла-Преск'іль (partly)(85001)
35. Л'Егійон-сюр-Ві (85002)
36. Лез-Ашар (85152)
37. Л'Епін (85083)
38. Л'Іль-д'Олонн (85112)
39. Лонжвіль-сюр-Мер (85127)
40. Мартіне (85138)
41. Мутьє-ле-Мофе (85156)
42. Нотр-Дам-де-Мон (85164)
43. Нотр-Дам-де-Р'єз (85189)
44. Нуармутьє-ан-л'Іль (85163)
45. Ньєль-ле-Долан (85161)
46. Пуару (85179)
47. Саллертен (85280)
48. Сен-Бенуа-сюр-Мер (85201)
49. Сен-Венсан-сюр-Граон (85277)
50. Сен-Венсан-сюр-Жар (85278)
51. Сен-Жан-де-Мон (85234)
52. Сен-Жерве (85221)
53. Сен-Жиль-Круа-де-Ві (85222)
54. Сен-Жорж-де-Пуентенду (85218)
55. Сен-Жульєн-де-Ланд (85236)
56. Сен-Ілер-де-Р'єз (85226)
57. Сен-Ілер-ла-Форе (85231)
58. Сен-Кристоф-дю-Ліньєрон (85204)
59. Сен-Матюрен (85250)
60. Сен-Мексан-сюр-Ві (85239)
61. Сен-Реверан (85268)
62. Сен-Сір-ан-Тальмонде (85206)
63. Сент-Авогур-де-Ланд (85200)
64. Сент-Флев-де-Лу (85211)
65. Сент-Фуа (85214)
66. Сент-Юрбен (85273)
67. Суллан (85284)
68. Тальмон-Сен-Ілер (85288)
69. Фруафон (85095)
70. Шаллан (85047)
71. Шатонеф (85062)